# Llista de topònims de Falset
Llista de topònims (noms propis de lloc) del municipi de Falset, al Priorat
Informació actualitzada per un bot. Els canvis manuals es perdran quan s'actualitzi!

## cabana
| imatge | Nom                       | Ubicat a | instància de | Detalls | coordenades                                                          | Protecció | Commons (més fotos) | Dades a WD                    |
| ------ | ------------------------- | -------- | ------------ | ------- | -------------------------------------------------------------------- | --------- | ------------------- | ----------------------------- |
|        | caseta de Ca la Maca      | Falset   | cabana       |         | 41° 08′ 59″ N, 0° 48′ 47″ E / 41.1496211340707°N,0.812994591893707°E |           |                     | Modifica les dades a Wikidata |
|        | caseta de Cal Pedret      | Falset   | cabana       |         | 41° 08′ 25″ N, 0° 49′ 21″ E / 41.1403994135259°N,0.822582525514086°E |           |                     | Modifica les dades a Wikidata |
|        | caseta de l'Escoda        | Falset   | cabana       |         | 41° 08′ 29″ N, 0° 48′ 58″ E / 41.1413839193431°N,0.816068343796674°E |           |                     | Modifica les dades a Wikidata |
|        | caseta de l'Oliver        | Falset   | cabana       |         | 41° 09′ 14″ N, 0° 50′ 08″ E / 41.1538939296112°N,0.835578220439479°E |           |                     | Modifica les dades a Wikidata |
|        | caseta del Doroteo        | Falset   | cabana       |         | 41° 08′ 05″ N, 0° 49′ 57″ E / 41.1347697489426°N,0.832597436928804°E |           |                     | Modifica les dades a Wikidata |
|        | caseta del Fotògraf       | Falset   | cabana       |         | 41° 09′ 01″ N, 0° 47′ 12″ E / 41.1503996103475°N,0.786800454025939°E |           |                     | Modifica les dades a Wikidata |
|        | caseta del Ginesta        | Falset   | cabana       |         | 41° 08′ 56″ N, 0° 49′ 25″ E / 41.1489949542216°N,0.823680312774243°E |           |                     | Modifica les dades a Wikidata |
|        | caseta del Giu            | Falset   | cabana       |         | 41° 09′ 21″ N, 0° 49′ 32″ E / 41.1558225826684°N,0.825599520293622°E |           |                     | Modifica les dades a Wikidata |
|        | caseta del Josep Xarto    | Falset   | cabana       |         | 41° 08′ 25″ N, 0° 50′ 00″ E / 41.1402063949694°N,0.833359629385371°E |           |                     | Modifica les dades a Wikidata |
|        | caseta del Lluís Perelló  | Falset   | cabana       |         | 41° 08′ 52″ N, 0° 48′ 02″ E / 41.1476546843621°N,0.800548335111896°E |           |                     | Modifica les dades a Wikidata |
|        | caseta del López          | Falset   | cabana       |         | 41° 09′ 14″ N, 0° 49′ 58″ E / 41.1537848072952°N,0.832650234546021°E |           |                     | Modifica les dades a Wikidata |
|        | caseta del Margalef       | Falset   | cabana       |         | 41° 08′ 25″ N, 0° 49′ 23″ E / 41.140199358602°N,0.822958494708854°E  |           |                     | Modifica les dades a Wikidata |
|        | caseta del Metge Sabater  | Falset   | cabana       |         | 41° 09′ 02″ N, 0° 49′ 42″ E / 41.1506228057131°N,0.828321517567935°E |           |                     | Modifica les dades a Wikidata |
|        | caseta del Radua          | Falset   | cabana       |         | 41° 08′ 55″ N, 0° 48′ 50″ E / 41.14869991151°N,0.813811676169796°E   |           |                     | Modifica les dades a Wikidata |
|        | caseta del Segarrès       | Falset   | cabana       |         | 41° 09′ 06″ N, 0° 50′ 07″ E / 41.1517641884646°N,0.835362301470479°E |           |                     | Modifica les dades a Wikidata |
|        | caseta del Vidal          | Falset   | cabana       |         | 41° 09′ 00″ N, 0° 50′ 18″ E / 41.1498928925073°N,0.838355282790443°E |           |                     | Modifica les dades a Wikidata |
|        | caseta dels Anglesos      | Falset   | cabana       |         | 41° 09′ 15″ N, 0° 50′ 05″ E / 41.1541375077866°N,0.834640675530005°E |           |                     | Modifica les dades a Wikidata |
|        | l'Era Gran                | Falset   | cabana       |         | 41° 08′ 50″ N, 0° 49′ 03″ E / 41.1471843363044°N,0.817484431807018°E |           |                     | Modifica les dades a Wikidata |
|        | la Pinyana de Cal Mallepo | Falset   | cabana       |         | 41° 08′ 49″ N, 0° 47′ 10″ E / 41.1469261809582°N,0.786035547566571°E |           |                     | Modifica les dades a Wikidata |
|        | la Pinyana de Cal Ramos   | Falset   | cabana       |         | 41° 09′ 03″ N, 0° 47′ 06″ E / 41.1508351577712°N,0.785093672114541°E |           |                     | Modifica les dades a Wikidata |
|        | la Pinyana de Cincols     | Falset   | cabana       |         | 41° 09′ 02″ N, 0° 47′ 06″ E / 41.1505014239408°N,0.785069160426028°E |           |                     | Modifica les dades a Wikidata |
|        | les Esplanes del Navarro  | Falset   | cabana       |         | 41° 09′ 31″ N, 0° 47′ 34″ E / 41.1585921875998°N,0.792698177661683°E |           |                     | Modifica les dades a Wikidata |

## carrer
| imatge | Nom                | Ubicat a | instància de | Detalls                     | coordenades                                                                   | Protecció                   | Commons (més fotos)       | Dades a WD                    |
| ------ | ------------------ | -------- | ------------ | --------------------------- | ----------------------------------------------------------------------------- | --------------------------- | ------------------------- | ----------------------------- |
|        | carrer del Castell | Falset   | carrer       |                             | 41° 08′ 44″ N, 0° 49′ 04″ E / 41.145505°N,0.817739°E                          | bé cultural d'interès local |                           | Modifica les dades a Wikidata |
|        | carrer dels Arcs   | Falset   | carrer       | Estil: arquitectura popular | 41° 08′ 45″ N, 0° 49′ 15″ E / 41.145706°N,0.820751°E ca:C. dels Arcs 358 msnm | bé cultural d'interès local | Carrer dels Arcs (Falset) | Modifica les dades a Wikidata |

## casa
| imatge | Nom          | Ubicat a | instància de | Detalls                                                  | coordenades                                                                            | Protecció                                  | Commons (més fotos)   | Dades a WD                    |
| ------ | ------------ | -------- | ------------ | -------------------------------------------------------- | -------------------------------------------------------------------------------------- | ------------------------------------------ | --------------------- | ----------------------------- |
|        | Ca Tost      | Falset   | casa         | Estil: arquitectura popular                              | 41° 08′ 45″ N, 0° 49′ 06″ E / 41.14571°N,0.818247°E                                    | bé integrant del patrimoni cultural català | Ca Tost (Falset)      | Modifica les dades a Wikidata |
|        | Cal Monlleó  | Falset   | casa         | Estil: arquitectura eclèctica                            | 41° 08′ 46″ N, 0° 49′ 13″ E / 41.146135°N,0.820373°E                                   | bé integrant del patrimoni cultural català |                       | Modifica les dades a Wikidata |
|        | Cal Nap      | Falset   | casa         | Estil: arquitectura popular                              | 41° 08′ 47″ N, 0° 49′ 15″ E / 41.14652°N,0.820712°E                                    | bé integrant del patrimoni cultural català |                       | Modifica les dades a Wikidata |
|        | Cal Rull II  | Falset   | casa         | Estil: arquitectura popular                              | 41° 08′ 46″ N, 0° 49′ 09″ E / 41.14598°N,0.8192°E                                      | bé integrant del patrimoni cultural català |                       | Modifica les dades a Wikidata |
|        | Can Guiu     | Falset   | casa         | Estil: arquitectura popular                              | 41° 08′ 44″ N, 0° 49′ 08″ E / 41.14567°N,0.818858°E                                    | bé integrant del patrimoni cultural català |                       | Modifica les dades a Wikidata |
|        | Can Just     | Falset   | casa         | Estat: enderrocat o destruït                             |                                                                                        | bé integrant del patrimoni cultural català |                       | Modifica les dades a Wikidata |
|        | Can Llebaria | Falset   | casa         | Estil: arquitectura barroca Estat: enderrocat o destruït | 41° 08′ 43″ N, 0° 49′ 03″ E / 41.14531°N,0.81743°E                                     | bé integrant del patrimoni cultural català |                       | Modifica les dades a Wikidata |
|        | Can Magrinyà | Falset   | casa         | Estil: arquitectura barroca 18th century                 | 41° 08′ 43″ N, 0° 49′ 07″ E / 41.14525°N,0.81869°E ca:C. de Baix, 41 355 msnm          | bé cultural d'interès local                | Can Magrinyà (Falset) | Modifica les dades a Wikidata |
|        | Can Pascó    | Falset   | casa         | Estil: arquitectura popular arquitectura gòtica          | 41° 08′ 44″ N, 0° 49′ 04″ E / 41.14551°N,0.817896°E                                    | bé integrant del patrimoni cultural català |                       | Modifica les dades a Wikidata |
|        | Can Pujol    | Falset   | casa         |                                                          | 41° 08′ 45″ N, 0° 49′ 10″ E / 41.145928°N,0.819391°E ca:Carrer de Dalt, 27             | bé integrant del patrimoni cultural català |                       | Modifica les dades a Wikidata |
|        | Can Rull     | Falset   | casa         | Estil: arquitectura gòtica 15th century                  | 41° 08′ 47″ N, 0° 49′ 12″ E / 41.146513°N,0.820081°E ca:C. de Dalt, 20 A 367 msnm      | bé cultural d'interès local                | Can Rull (Falset)     | Modifica les dades a Wikidata |
|        | Can Rué      | Falset   | casa         | Estil: arquitectura popular 16th century                 | 41° 08′ 44″ N, 0° 49′ 04″ E / 41.1456°N,0.81766°E ca:C. Bonaventura Pascó, 10 367 msnm | bé integrant del patrimoni cultural català | Can Rué (Falset)      | Modifica les dades a Wikidata |
|        | Can Sans     | Falset   | casa         |                                                          | 41° 08′ 45″ N, 0° 49′ 06″ E / 41.145703°N,0.818333°E                                   | bé integrant del patrimoni cultural català | Can Sans (Falset)     | Modifica les dades a Wikidata |
|        | l'Abadia     | Falset   | casa         | Estil: arquitectura popular                              | 41° 08′ 48″ N, 0° 49′ 12″ E / 41.14653°N,0.81989°E                                     | bé cultural d'interès local                |                       | Modifica les dades a Wikidata |

## creu de terme
| imatge | Nom                                       | Ubicat a | instància de  | Detalls | coordenades                                                             | Protecció                                  | Commons (més fotos)                       | Dades a WD                    |
| ------ | ----------------------------------------- | -------- | ------------- | ------- | ----------------------------------------------------------------------- | ------------------------------------------ | ----------------------------------------- | ----------------------------- |
|        | Creu de terme camí de Marçà               | Falset   | creu de terme |         |                                                                         |                                            | Creu de terme camí de Marçà               | Modifica les dades a Wikidata |
|        | creu de terme de la Mare de Déu de Gràcia | Falset   | creu de terme |         | 41° 08′ 45″ N, 0° 48′ 47″ E / 41.145708°N,0.813075°E                    | bé integrant del patrimoni cultural català | Creu de terme de la Mare de Déu de Gràcia | Modifica les dades a Wikidata |
|        | creu de terme de les Muntanyes            | Falset   | creu de terme |         | 41° 08′ 17″ N, 0° 49′ 49″ E / 41.138099366762134°N,0.8303497762096691°E |                                            |                                           | Modifica les dades a Wikidata |

## edifici
| imatge | Nom                            | Ubicat a | instància de | Detalls                                                       | coordenades                                                                                   | Protecció                                            | Commons (més fotos)               | Dades a WD                    |
| ------ | ------------------------------ | -------- | ------------ | ------------------------------------------------------------- | --------------------------------------------------------------------------------------------- | ---------------------------------------------------- | --------------------------------- | ----------------------------- |
|        | Celler Cooperatiu de Falset    | Falset   | edifici      | Arquitecte: Cèsar Martinell i Brunet Estil: modernisme català | 41° 08′ 33″ N, 0° 49′ 05″ E / 41.1426°N,0.818013°E ca:Avinguda de la Generalitat, 21 355 msnm | bé d'interès cultural bé cultural d'interès nacional | Celler Cooperatiu de Falset       | Modifica les dades a Wikidata |
|        | Consell Comarcal del Priorat   | Falset   | edifici      |                                                               | 41° 08′ 38″ N, 0° 49′ 14″ E / 41.1438388460365°N,0.82060994282461°E                           |                                                      |                                   | Modifica les dades a Wikidata |
|        | Convent de les Carmelites      | Falset   | edifici      | Estil: arquitectura popular arquitectura barroca              | 41° 08′ 33″ N, 0° 49′ 15″ E / 41.142539°N,0.820927°E                                          | bé integrant del patrimoni cultural català           |                                   | Modifica les dades a Wikidata |
|        | Cooperativa Agrícola de Falset | Falset   | edifici      | Estil: noucentisme                                            | 41° 08′ 37″ N, 0° 49′ 06″ E / 41.1437°N,0.81843°E                                             | bé integrant del patrimoni cultural català           |                                   | Modifica les dades a Wikidata |
|        | Palau dels Comtes d'Azahara    | Falset   | edifici      | Estil: arquitectura del Renaixement                           | 41° 08′ 47″ N, 0° 49′ 14″ E / 41.14645°N,0.8205°E                                             | bé cultural d'interès local                          | Palau dels Comtes d'Azahara       | Modifica les dades a Wikidata |
|        | edifici del Banc Central       | Falset   | edifici      | Estil: arquitectura eclèctica 20th century                    | 41° 08′ 42″ N, 0° 49′ 14″ E / 41.14489°N,0.82047°E ca:C. Miquel Barceló, 2 355 msnm           | bé cultural d'interès local                          | Edifici del Banc Central (Falset) | Modifica les dades a Wikidata |
|        | la Peixeteria                  | Falset   | edifici      | Estil: arquitectura popular 20th century                      | 41° 08′ 43″ N, 0° 49′ 09″ E / 41.14539°N,0.81912°E ca:C. de Baix, 30 354 msnm                 | bé integrant del patrimoni cultural català           | La Peixeteria (Falset)            | Modifica les dades a Wikidata |

## església
| imatge | Nom                    | Ubicat a | instància de    | Detalls                                  | coordenades | Protecció                                  | Commons (més fotos)      | Dades a WD                    |
| ------ | ---------------------- | -------- | --------------- | ---------------------------------------- | --- | ------------------------------------------ | ------------------------ | ----------------------------- |
|        | Sant Antoni de Falset  | Falset   | església        | Estil: arquitectura popular 19th century | 41° 08′ 23″ N, 0° 50′ 06″ E / 41.13985°N,0.835028°E ca:Sota l'ermita de Sant Gregori, al pla del Castanyer 428 msnm | bé integrant del patrimoni cultural català | Sant Antoni de Falset    | Modifica les dades a Wikidata |
|        | Sant Cristòfol         | Falset   | església ermita | Estat: ruïnós                            | 41° 08′ 40″ N, 0° 50′ 09″ E / 41.144458°N,0.83588°E                                                                 |                                            | Sant Cristòfol de Falset | Modifica les dades a Wikidata |
|        | Sant Gregori de Falset | Falset   | església ermita | Estil: arquitectura popular              | 41° 08′ 23″ N, 0° 50′ 08″ E / 41.1396°N,0.835567°E                                                                  | bé cultural d'interès local                | Sant Gregori de Falset   | Modifica les dades a Wikidata |
|        | Santa Maria de Falset  | Falset   | església        | Estil: arquitectura barroca              | 41° 08′ 47″ N, 0° 49′ 08″ E / 41.1465°N,0.81902°E                                                                   | bé cultural d'interès local                | Santa Maria de Falset    | Modifica les dades a Wikidata |

## font
| imatge | Nom                                 | Ubicat a | instància de  | Detalls                                  | coordenades                                                                                  | Protecció                                  | Commons (més fotos)         | Dades a WD                    |
| ------ | ----------------------------------- | -------- | ------------- | ---------------------------------------- | -------------------------------------------------------------------------------------------- | ------------------------------------------ | --------------------------- | ----------------------------- |
|        | Safareigs i font del Batlle         | Falset   | font safareig | Estil: arquitectura popular 19th century | 41° 08′ 43″ N, 0° 49′ 07″ E / 41.145285°N,0.818495°E ca:Safareigs i font del Batlle 357 msnm | bé integrant del patrimoni cultural català | Safareigs i font del Batlle | Modifica les dades a Wikidata |
|        | font de l'Amades                    | Falset   | font          | Estil: arquitectura popular 19th century | 41° 08′ 42″ N, 0° 49′ 12″ E / 41.145017°N,0.820077°E ca:C. de Baix 355 msnm                  | bé integrant del patrimoni cultural català | Font de l'Amades (Falset)   | Modifica les dades a Wikidata |
|        | font del Gallissà                   | Falset   | font          |                                          | 41° 10′ 49″ N, 0° 48′ 20″ E / 41.1801779497182°N,0.805671321199487°E                         |                                            |                             | Modifica les dades a Wikidata |
|        | font del Secall                     | Falset   | font          |                                          | 41° 09′ 29″ N, 0° 51′ 22″ E / 41.1580871190871°N,0.856057965084892°E                         |                                            |                             | Modifica les dades a Wikidata |
|        | font del carrer de la Font del Forn | Falset   | font          | Estil: arquitectura popular 20th century | 41° 08′ 44″ N, 0° 49′ 10″ E / 41.145463°N,0.819567°E ca:C. de la Font del Forn 355 msnm      | bé integrant del patrimoni cultural català | Font del Forn (Falset)      | Modifica les dades a Wikidata |

## granja
| imatge | Nom                 | Ubicat a | instància de | Detalls | coordenades                                                          | Protecció | Commons (més fotos) | Dades a WD                    |
| ------ | ------------------- | -------- | ------------ | ------- | -------------------------------------------------------------------- | --------- | ------------------- | ----------------------------- |
|        | Granja de l'Escoda  | Falset   | granja       |         | 41° 09′ 27″ N, 0° 49′ 15″ E / 41.1575703906854°N,0.820858095176066°E |           |                     | Modifica les dades a Wikidata |
|        | Granja del Rull     | Falset   | granja       |         | 41° 09′ 51″ N, 0° 49′ 10″ E / 41.1641740377553°N,0.819506953601286°E |           |                     | Modifica les dades a Wikidata |
|        | Granja del Sanaüges | Falset   | granja       |         | 41° 09′ 19″ N, 0° 49′ 07″ E / 41.1554004875081°N,0.818522706002685°E |           |                     | Modifica les dades a Wikidata |
|        | Granja del Tomàs    | Falset   | granja       |         | 41° 09′ 16″ N, 0° 48′ 56″ E / 41.1544006919732°N,0.815671935268985°E |           |                     | Modifica les dades a Wikidata |

## masia
| imatge | Nom                      | Ubicat a | instància de | Detalls                                                 | coordenades                                                          | Protecció                                  | Commons (més fotos) | Dades a WD                    |
| ------ | ------------------------ | -------- | ------------ | ------------------------------------------------------- | -------------------------------------------------------------------- | ------------------------------------------ | ------------------- | ----------------------------- |
|        | Casa d'en Carlets        | Falset   | masia        |                                                         | 41° 09′ 21″ N, 0° 50′ 06″ E / 41.1559263100296°N,0.8349273862728°E   |                                            |                     | Modifica les dades a Wikidata |
|        | Caseta de l'Elena        | Falset   | masia        |                                                         | 41° 09′ 03″ N, 0° 47′ 51″ E / 41.1508098862114°N,0.797392240711349°E |                                            |                     | Modifica les dades a Wikidata |
|        | Caseta de l'Olita        | Falset   | masia        |                                                         | 41° 09′ 40″ N, 0° 51′ 28″ E / 41.1612007206419°N,0.857839551975258°E |                                            |                     | Modifica les dades a Wikidata |
|        | Caseta del Macipó        | Falset   | masia        |                                                         | 41° 09′ 39″ N, 0° 51′ 30″ E / 41.1608069457923°N,0.858460211920301°E |                                            |                     | Modifica les dades a Wikidata |
|        | Caseta del Maco          | Falset   | masia        |                                                         | 41° 09′ 18″ N, 0° 51′ 34″ E / 41.1550771577038°N,0.859361820154414°E |                                            |                     | Modifica les dades a Wikidata |
|        | Caseta del Tiol          | Falset   | masia        |                                                         | 41° 09′ 55″ N, 0° 51′ 42″ E / 41.165193070985°N,0.86168426069385°E   |                                            |                     | Modifica les dades a Wikidata |
|        | Caseta del Trilles       | Falset   | masia        |                                                         | 41° 09′ 45″ N, 0° 51′ 32″ E / 41.1623992169909°N,0.858837423080599°E |                                            |                     | Modifica les dades a Wikidata |
|        | Mas Blanc                | Falset   | masia        |                                                         | 41° 09′ 27″ N, 0° 47′ 08″ E / 41.157451127271°N,0.78566390183652°E   |                                            |                     | Modifica les dades a Wikidata |
|        | Mas Obac                 | Falset   | masia        |                                                         | 41° 10′ 06″ N, 0° 50′ 01″ E / 41.1684653040951°N,0.833548989000357°E |                                            |                     | Modifica les dades a Wikidata |
|        | Mas d'en Billo           | Falset   | masia        |                                                         | 41° 10′ 19″ N, 0° 49′ 45″ E / 41.1718795771662°N,0.829276291631001°E |                                            |                     | Modifica les dades a Wikidata |
|        | Mas d'en Cosme           | Falset   | masia        |                                                         | 41° 09′ 13″ N, 0° 49′ 41″ E / 41.15355833°N,0.8281°E 375 msnm        |                                            |                     | Modifica les dades a Wikidata |
|        | Mas d'en Germinal        | Falset   | masia        |                                                         | 41° 10′ 23″ N, 0° 51′ 07″ E / 41.1730183675564°N,0.852054474514725°E |                                            |                     | Modifica les dades a Wikidata |
|        | Mas d'en Giró            | Falset   | masia        |                                                         | 41° 09′ 08″ N, 0° 46′ 48″ E / 41.1522494296336°N,0.779957642144107°E |                                            |                     | Modifica les dades a Wikidata |
|        | Mas d'en Martinet        | Falset   | masia        |                                                         | 41° 10′ 30″ N, 0° 47′ 31″ E / 41.1750271496163°N,0.792074780627523°E |                                            |                     | Modifica les dades a Wikidata |
|        | Mas d'en Pallejà         | Falset   | masia        |                                                         | 41° 08′ 46″ N, 0° 45′ 57″ E / 41.1460426228859°N,0.7659399814694°E   |                                            |                     | Modifica les dades a Wikidata |
|        | Mas d'en Rius            | Falset   | masia        |                                                         | 41° 08′ 15″ N, 0° 47′ 06″ E / 41.1374872606°N,0.785125978391147°E    |                                            |                     | Modifica les dades a Wikidata |
|        | Mas d'en Roig            | Falset   | masia        |                                                         | 41° 10′ 34″ N, 0° 51′ 04″ E / 41.1761687065481°N,0.850973991367685°E |                                            |                     | Modifica les dades a Wikidata |
|        | Mas d'en Simó            | Falset   | masia        |                                                         | 41° 10′ 26″ N, 0° 50′ 48″ E / 41.1738023845849°N,0.846771856751581°E |                                            |                     | Modifica les dades a Wikidata |
|        | Mas d'en Tardà           | Falset   | masia        |                                                         | 41° 10′ 52″ N, 0° 50′ 01″ E / 41.1809841319063°N,0.833493958964172°E |                                            |                     | Modifica les dades a Wikidata |
|        | Mas de Cubells           | Falset   | masia        |                                                         | 41° 09′ 20″ N, 0° 49′ 05″ E / 41.1555361606096°N,0.818077266584581°E |                                            |                     | Modifica les dades a Wikidata |
|        | Mas de Cubills           | Falset   | masia        |                                                         | 41° 09′ 25″ N, 0° 47′ 08″ E / 41.1568943096304°N,0.785425905755062°E |                                            |                     | Modifica les dades a Wikidata |
|        | Mas de Trucafort         | Falset   | masia        | Estil: arquitectura popular                             | 41° 08′ 46″ N, 0° 49′ 13″ E / 41.146135°N,0.820373°E                 | bé integrant del patrimoni cultural català |                     | Modifica les dades a Wikidata |
|        | Mas de l'Abellan         | Falset   | masia        |                                                         | 41° 09′ 22″ N, 0° 48′ 46″ E / 41.1561811351073°N,0.81266920716186°E  |                                            |                     | Modifica les dades a Wikidata |
|        | Mas de l'Abogat          | Falset   | masia        |                                                         | 41° 10′ 55″ N, 0° 47′ 43″ E / 41.1819271516309°N,0.795395709166624°E |                                            |                     | Modifica les dades a Wikidata |
|        | Mas de l'Anguera         | Falset   | masia        | Estil: arquitectura popular arquitectura barroca        | 41° 09′ 03″ N, 0° 47′ 31″ E / 41.150885°N,0.791914°E                 | bé cultural d'interès local                |                     | Modifica les dades a Wikidata |
|        | Mas de l'Ardèvol         | Falset   | masia        |                                                         | 41° 09′ 57″ N, 0° 51′ 18″ E / 41.1657697859426°N,0.855068470772118°E |                                            |                     | Modifica les dades a Wikidata |
|        | Mas de l'Escoda          | Falset   | masia        |                                                         | 41° 08′ 58″ N, 0° 48′ 56″ E / 41.1494978077345°N,0.815513005932601°E |                                            |                     | Modifica les dades a Wikidata |
|        | Mas de l'Havanero        | Falset   | masia        | Estil: arquitectura popular                             | 41° 10′ 08″ N, 0° 49′ 06″ E / 41.169019°N,0.81828°E                  | bé integrant del patrimoni cultural català |                     | Modifica les dades a Wikidata |
|        | Mas de la Casa Gran      | Falset   | masia        |                                                         | 41° 08′ 46″ N, 0° 49′ 52″ E / 41.1460663208063°N,0.831248255446362°E |                                            |                     | Modifica les dades a Wikidata |
|        | Mas de la Font Famolenca | Falset   | masia        |                                                         | 41° 09′ 07″ N, 0° 50′ 41″ E / 41.1519652369116°N,0.844638759598627°E |                                            |                     | Modifica les dades a Wikidata |
|        | Mas de la Pinanta        | Falset   | masia        |                                                         | 41° 10′ 21″ N, 0° 49′ 40″ E / 41.1723733516054°N,0.827758021424494°E |                                            |                     | Modifica les dades a Wikidata |
|        | Mas del Besora           | Falset   | masia        |                                                         | 41° 09′ 23″ N, 0° 48′ 33″ E / 41.1564554800737°N,0.809096768746276°E |                                            |                     | Modifica les dades a Wikidata |
|        | Mas del Callot           | Falset   | masia        |                                                         | 41° 09′ 21″ N, 0° 48′ 48″ E / 41.1559599932353°N,0.81335585093985°E  |                                            |                     | Modifica les dades a Wikidata |
|        | Mas del Camalda          | Falset   | masia        |                                                         | 41° 08′ 55″ N, 0° 49′ 02″ E / 41.1486227636935°N,0.817341382682135°E |                                            |                     | Modifica les dades a Wikidata |
|        | Mas del Cando            | Falset   | masia        |                                                         | 41° 09′ 00″ N, 0° 47′ 44″ E / 41.1498908337353°N,0.795492584465641°E |                                            |                     | Modifica les dades a Wikidata |
|        | Mas del Cintet           | Falset   | masia        |                                                         | 41° 10′ 16″ N, 0° 51′ 10″ E / 41.1711848117393°N,0.852746157672643°E |                                            |                     | Modifica les dades a Wikidata |
|        | Mas del Ciurana          | Falset   | masia        | Estil: historicisme arquitectònic Anomenat per: Ciurana | 41° 09′ 34″ N, 0° 48′ 21″ E / 41.159543°N,0.805919°E                 | bé cultural d'interès local                |                     | Modifica les dades a Wikidata |
|        | Mas del Coll             | Falset   | masia        |                                                         | 41° 09′ 01″ N, 0° 50′ 39″ E / 41.1501478860356°N,0.844269318021021°E |                                            |                     | Modifica les dades a Wikidata |
|        | Mas del Collet           | Falset   | masia        |                                                         | 41° 09′ 21″ N, 0° 48′ 37″ E / 41.1557647615035°N,0.810192336373197°E |                                            |                     | Modifica les dades a Wikidata |
|        | Mas del Grillet          | Falset   | masia        |                                                         | 41° 09′ 44″ N, 0° 50′ 53″ E / 41.1623078169499°N,0.848137545394077°E |                                            |                     | Modifica les dades a Wikidata |
|        | Mas del Jesús            | Falset   | masia        |                                                         | 41° 11′ 01″ N, 0° 47′ 18″ E / 41.1836758646939°N,0.788422065437808°E |                                            |                     | Modifica les dades a Wikidata |
|        | Mas del Just             | Falset   | masia        |                                                         | 41° 09′ 41″ N, 0° 47′ 59″ E / 41.161325617673°N,0.79983525173723°E   |                                            |                     | Modifica les dades a Wikidata |
|        | Mas del Lluís Perelló    | Falset   | masia        |                                                         | 41° 08′ 57″ N, 0° 48′ 15″ E / 41.1491640015645°N,0.804120368885965°E |                                            |                     | Modifica les dades a Wikidata |
|        | Mas del Mates            | Falset   | masia        |                                                         | 41° 09′ 30″ N, 0° 48′ 40″ E / 41.1582848169839°N,0.811038010320288°E |                                            |                     | Modifica les dades a Wikidata |
|        | Mas del Modesto          | Falset   | masia        |                                                         | 41° 08′ 15″ N, 0° 49′ 46″ E / 41.1375003479558°N,0.829326467575661°E |                                            |                     | Modifica les dades a Wikidata |
|        | Mas del Navarro          | Falset   | masia        |                                                         | 41° 09′ 37″ N, 0° 47′ 29″ E / 41.1604060661868°N,0.791469314427388°E |                                            |                     | Modifica les dades a Wikidata |
|        | Mas del Pagès            | Falset   | masia        |                                                         | 41° 10′ 01″ N, 0° 51′ 19″ E / 41.1669538846859°N,0.855292065988978°E |                                            |                     | Modifica les dades a Wikidata |
|        | Mas del Pere Nadal       | Falset   | masia        |                                                         | 41° 09′ 41″ N, 0° 50′ 51″ E / 41.161326088642°N,0.84750811343091°E   |                                            |                     | Modifica les dades a Wikidata |
|        | Mas del Peri Pau         | Falset   | masia        |                                                         | 41° 09′ 42″ N, 0° 51′ 24″ E / 41.1616936437216°N,0.85673891609623°E  |                                            |                     | Modifica les dades a Wikidata |
|        | Mas del Porrerà          | Falset   | masia        |                                                         | 41° 10′ 13″ N, 0° 51′ 15″ E / 41.1703661991306°N,0.854250978737452°E |                                            |                     | Modifica les dades a Wikidata |
|        | Mas del Putxeu           | Falset   | masia        |                                                         | 41° 09′ 39″ N, 0° 49′ 25″ E / 41.160878252227°N,0.82368647144477°E   |                                            |                     | Modifica les dades a Wikidata |
|        | Mas del Quintana         | Falset   | masia        |                                                         | 41° 10′ 13″ N, 0° 51′ 03″ E / 41.1702499734821°N,0.850917176436806°E |                                            |                     | Modifica les dades a Wikidata |
|        | Mas del Trucafort        | Falset   | masia        |                                                         | 41° 08′ 55″ N, 0° 47′ 54″ E / 41.148720200235°N,0.798332078773156°E  |                                            |                     | Modifica les dades a Wikidata |
|        | Mas del Xixo             | Falset   | masia        |                                                         | 41° 10′ 03″ N, 0° 51′ 24″ E / 41.1674463731136°N,0.856587142655269°E |                                            |                     | Modifica les dades a Wikidata |
|        | Maset del Borràs         | Falset   | masia        |                                                         | 41° 10′ 07″ N, 0° 49′ 53″ E / 41.1685032562641°N,0.831259165925365°E |                                            |                     | Modifica les dades a Wikidata |
|        | Maset del Pietro         | Falset   | masia        |                                                         | 41° 10′ 04″ N, 0° 48′ 55″ E / 41.1677862638989°N,0.815251080887004°E |                                            |                     | Modifica les dades a Wikidata |
|        | Masia de Cal Pep Anton   | Falset   | masia        |                                                         | 41° 08′ 28″ N, 0° 48′ 53″ E / 41.1410894771422°N,0.814791333132469°E |                                            |                     | Modifica les dades a Wikidata |
|        | Masia de Cal Ros         | Falset   | masia        |                                                         | 41° 09′ 09″ N, 0° 47′ 21″ E / 41.1524627988174°N,0.789173955232458°E |                                            |                     | Modifica les dades a Wikidata |
|        | Venta del Pinar          | Falset   | masia        |                                                         | 41° 09′ 04″ N, 0° 47′ 13″ E / 41.151173204821°N,0.78706689012931°E   |                                            |                     | Modifica les dades a Wikidata |
|        | els Masos de Baix        | Falset   | masia        | Estil: arquitectura popular                             | 41° 11′ 10″ N, 0° 47′ 47″ E / 41.186168°N,0.796494°E                 | bé integrant del patrimoni cultural català |                     | Modifica les dades a Wikidata |
|        | els Masos de Dalt        | Falset   | masia        | Estil: arquitectura popular                             | 41° 11′ 07″ N, 0° 48′ 18″ E / 41.185258°N,0.804984°E                 | bé integrant del patrimoni cultural català |                     | Modifica les dades a Wikidata |

## muntanya
| imatge | Nom                | Ubicat a                     | instància de | Detalls | coordenades                                                         | Protecció | Commons (més fotos) | Dades a WD                    |
| ------ | ------------------ | ---------------------------- | ------------ | ------- | ------------------------------------------------------------------- | --------- | ------------------- | ----------------------------- |
|        | Grau de les Torres | Falset                       | muntanya     |         | 41° 08′ 43″ N, 0° 50′ 17″ E / 41.1452°N,0.8381°E                    |           |                     | Modifica les dades a Wikidata |
|        | Lo Calvari         | Falset                       | muntanya     |         | 41° 10′ 00″ N, 0° 47′ 28″ E / 41.16655556°N,0.79117778°E 415.7 msnm |           |                     | Modifica les dades a Wikidata |
|        | Roca Roja          | Falset                       | muntanya     |         | 41° 09′ 25″ N, 0° 51′ 12″ E / 41.15693889°N,0.85324722°E 594.1 msnm |           |                     | Modifica les dades a Wikidata |
|        | Sant Cristòfol     | Falset                       | muntanya     |         | 41° 08′ 40″ N, 0° 50′ 10″ E / 41.14438°N,0.83598°E                  |           |                     | Modifica les dades a Wikidata |
|        | la Pedra del Terme | Porrera Falset               | muntanya     |         | 41° 10′ 49″ N, 0° 49′ 02″ E / 41.18020556°N,0.8173425°E 601 msnm    |           |                     | Modifica les dades a Wikidata |
|        | la Pòpia           | Falset Pradell de la Teixeta | muntanya     |         | 41° 09′ 23″ N, 0° 51′ 44″ E / 41.15627778°N,0.862325°E 671.4 msnm   |           |                     | Modifica les dades a Wikidata |
|        | lo Morral          | Falset                       | muntanya     |         | 41° 09′ 23″ N, 0° 51′ 04″ E / 41.156296°N,0.851249°E 682 msnm       |           |                     | Modifica les dades a Wikidata |

## plaça
| imatge | Nom                   | Ubicat a | instància de | Detalls                     | coordenades                                                 | Protecció                                  | Commons (més fotos)            | Dades a WD                    |
| ------ | --------------------- | -------- | ------------ | --------------------------- | ----------------------------------------------------------- | ------------------------------------------ | ------------------------------ | ----------------------------- |
|        | plaça d'Àngel Marquès | Falset   | plaça        | Estil: arquitectura popular | 41° 08′ 44″ N, 0° 49′ 06″ E / 41.145663°N,0.818274°E        | bé integrant del patrimoni cultural català | Plaça d'Àngel Marquès (Falset) | Modifica les dades a Wikidata |
|        | plaça de la Quartera  | Falset   | plaça        | Estil: arquitectura popular | 41° 08′ 45″ N, 0° 49′ 12″ E / 41.145765°N,0.8201°E 358 msnm | bé cultural d'interès local                | Plaça de la Quartera de Falset | Modifica les dades a Wikidata |

## serra
| imatge | Nom                     | Ubicat a                           | instància de | Detalls | coordenades                                                         | Protecció | Commons (més fotos) | Dades a WD                    |
| ------ | ----------------------- | ---------------------------------- | ------------ | ------- | ------------------------------------------------------------------- | --------- | ------------------- | ----------------------------- |
|        | Coll de Móra            | Falset Marçà                       | serra        |         | 41° 08′ 37″ N, 0° 47′ 44″ E / 41.14361111°N,0.79545833°E 371.7 msnm |           |                     | Modifica les dades a Wikidata |
|        | Muntanya de les Soleies | Falset Marçà Pradell de la Teixeta | serra        |         | 41° 07′ 58″ N, 0° 50′ 05″ E / 41.1329°N,0.834826°E 551.1 msnm       |           |                     | Modifica les dades a Wikidata |
|        | Serra Alta              | Falset Porrera                     | serra        |         | 41° 10′ 49″ N, 0° 49′ 09″ E / 41.18039444°N,0.81906944°E 601 msnm   |           |                     | Modifica les dades a Wikidata |
|        | serra de les Obagues    | Falset                             | serra        |         | 41° 09′ 50″ N, 0° 47′ 43″ E / 41.1638°N,0.795142°E 467.7 msnm       |           |                     | Modifica les dades a Wikidata |

## Misc
| imatge | Nom                                    | Ubicat a                        | instància de                                   | Detalls                                                                                     | coordenades | Protecció                                            | Commons (més fotos)      | Dades a WD                    |
| ------ | -------------------------------------- | ------------------------------- | ---------------------------------------------- | ------------------------------------------------------------------------------------------- | --- | ---------------------------------------------------- | ------------------------ | ----------------------------- |
|        | Aqüeducte a Falset                     | Falset                          | aqüeducte                                      | Estil: arquitectura popular Estat: enderrocat o destruït                                    | | bé integrant del patrimoni cultural català           | Aqüeducte a Falset       | Modifica les dades a Wikidata |
|        | Castell de Falset                      | Falset                          | castell                                        |                                                                                             | 41° 08′ 44″ N, 0° 48′ 59″ E / 41.145508°N,0.816439°E ca:Carrer de Bonaventura Pascó 379 msnm                                | bé d'interès cultural bé cultural d'interès nacional | Castell de Falset        | Modifica les dades a Wikidata |
|        | Escola Antoni Vilanova                 | Falset                          | edifici escolar                                | Arquitecte: Ramon Salas i Ricomà Estil: arquitectura modernista arquitectura eclèctica 1916 | 41° 08′ 46″ N, 0° 49′ 20″ E / 41.14624°N,0.82212°E ca:avinguda de Reus, 2 367 msnm                                          | bé cultural d'interès local                          | Escola Antoni Vilanova   | Modifica les dades a Wikidata |
|        | Falset                                 | Falset                          | entitat singular de població capital municipal | 2875 hab                                                                                    | 41° 08′ 45″ N, 0° 49′ 11″ E / 41.145833333333°N,0.81972222222222°E 347 msnm                                                 |                                                      |                          | Modifica les dades a Wikidata |
|        | Forn de calç Fontanals 1               | Falset                          | forn de calç                                   | Estil: arquitectura popular                                                                 | | bé integrant del patrimoni cultural català           |                          | Modifica les dades a Wikidata |
|        | Molí de la Vila                        | Falset                          | molí d'aigua                                   | Estil: arquitectura popular                                                                 | 41° 08′ 59″ N, 0° 46′ 37″ E / 41.14973°N,0.776937°E                                                                         | bé integrant del patrimoni cultural català           |                          | Modifica les dades a Wikidata |
|        | Mulassa de Falset                      | Falset                          | mulassa                                        | 2011                                                                                        | |                                                      | Mulassa de Falset        | Modifica les dades a Wikidata |
|        | Muralla de Falset                      | Falset                          | muralla urbana                                 |                                                                                             | 41° 08′ 46″ N, 0° 49′ 04″ E / 41.146026°N,0.817867°E                                                                        | bé d'interès cultural bé cultural d'interès nacional | Portal del Bou           | Modifica les dades a Wikidata |
|        | Nucli històric de Falset               | Falset                          | centre històric                                | 12nd century                                                                                | 41° 08′ 42″ N, 0° 49′ 01″ E / 41.145112°N,0.816871°E ca:Entre muralles 379 msnm                                             | bé cultural d'interès local                          | Nucli històric de Falset | Modifica les dades a Wikidata |
|        | Pedra de Santa Càndia                  | Falset                          | menhir edifici històric                        |                                                                                             | 41° 09′ 29″ N, 0° 51′ 05″ E / 41.1580552054081°N,0.851446826842503°E                                                        |                                                      |                          | Modifica les dades a Wikidata |
|        | Polígon industrial Sort dels Capellans | Falset                          | polígon industrial                             |                                                                                             | 41° 08′ 38″ N, 0° 48′ 38″ E / 41.1439076360283°N,0.81046785652981°E                                                         |                                                      |                          | Modifica les dades a Wikidata |
|        | Pont del Matat                         | Falset                          | pont                                           |                                                                                             | 41° 10′ 12″ N, 0° 48′ 07″ E / 41.1699933192254°N,0.802018168658877°E                                                        |                                                      |                          | Modifica les dades a Wikidata |
|        | Portal del Bou                         | Falset                          | porta de ciutat                                |                                                                                             | 41° 08′ 46″ N, 0° 49′ 04″ E / 41.1461440039148°N,0.81772150824858°E                                                         |                                                      |                          | Modifica les dades a Wikidata |
|        | Santa Càndia                           | Falset                          | capella edifici històric                       |                                                                                             | 41° 08′ 52″ N, 0° 49′ 17″ E / 41.147855°N,0.821411°E 358 msnm                                                               |                                                      |                          | Modifica les dades a Wikidata |
|        | avenc de les Torres                    | Falset                          | avenc                                          |                                                                                             | 41° 08′ 40″ N, 0° 50′ 23″ E / 41.144332246657°N,0.839622270371072°E                                                         |                                                      |                          | Modifica les dades a Wikidata |
|        | casa consistorial de Falset            | Falset                          | casa consistorial                              | Estil: arquitectura del Renaixement                                                         | 41° 08′ 46″ N, 0° 49′ 12″ E / 41.14615°N,0.82007°E                                                                          | bé cultural d'interès local                          | Ajuntament de Falset     | Modifica les dades a Wikidata |
|        | cova de Sant Cristòfol                 | Falset                          | cova                                           |                                                                                             | 41° 08′ 39″ N, 0° 50′ 08″ E / 41.144265°N,0.835454°E                                                                        |                                                      | Cova de Sant Cristòfol   | Modifica les dades a Wikidata |
|        | jaciment arqueològic de Sant Gregori   | Falset                          | jaciment arqueològic abric rocós               |                                                                                             | 41° 08′ 22″ N, 0° 50′ 08″ E / 41.139581°N,0.835572°E                                                                        | bé integrant del patrimoni cultural català           |                          | Modifica les dades a Wikidata |
|        | riu de Siurana                         | Baix Camp Priorat Ribera d'Ebre | curs d'aigua                                   | Desemboca: Ebre Llarg: 50km                                                                 | 41° 16′ 37″ N, 0° 59′ 58″ E / 41.276988°N,0.999557°E 41° 07′ 54″ N, 0° 38′ 41″ E / 41.13170194444445°N,0.6447438888888889°E |                                                      | Riu de Siurana           | Modifica les dades a Wikidata |